# تپه بات بات
تپه بات بات مربوط به دوره اشکانیان - سده‌های اولیه دوران‌های تاریخی پس از اسلام است و در شهرستان نیر، بخش مرکزی، دهستان دورسون خواجه، روستای گلجه واقع شده و این اثر در تاریخ ۱۸ اسفند ۱۳۸۷ با شمارهٔ ثبت ۲۴۹۶۶ به‌عنوان یکی از آثار ملی ایران به ثبت رسیده است.